# Кривецкое лесничество
Криве́цкое лесни́чество (Лядовский) — посёлок Кривецкого сельсовета Добровского района Липецкой области. Стоит на левом берегу реки Воронежа. Площадь 37,0 га

## История
Основан в первой половине XX века.
Название, вероятно, произошло от слова ля́до, праслав. *lędо — расчищенный участок леса под пашню (см. подсечно-огневое земледелие): посёлок расположен на пустоши, окружённой лесом. Такой же корень встречается в названии деревни Попова Ля́да.   

## Население
| 2010 |
| ---- |
| 95   |

## Инфраструктура
3 продуктовых магазина

## Транспорт
улица в пос. Кривецкое лесничество протяженностью 0,4 км твердого покрытия не имеет